# Кубок Англії з футболу 2010—2011
Кубок Англії з футболу 2010—2011 — 130-й розіграш найстарішого футбольного турніру у світі, Кубка виклику Футбольної Асоціації, також відомого як Кубок Англії. 
Турнір розпочався 14 серпня 2010 року екстрапопереднім раундом і завершився фіналом, який пройшов 14 травня 2011 року на стадіоні «Вемблі».

## Календар
| Раунд                        | Дата                          | Матчів | Клубів    | Нові клуби   | Призова сума                               |
| ---------------------------- | ----------------------------- | ------ | --------- | ------------ | ------------------------------------------ |
| Екстрапопередній раунд       | 14 серпня 2010                | 201    | 759 → 558 | 402: 358—759 | £ 750                                      |
| Попередній раунд             | 28 серпня 2010                | 166    | 558 → 392 | 131: 227—357 | £ 1 500                                    |
| Перший раунд кваліфікації    | 11-12 вересня 2010            | 116    | 392 → 276 | 66: 161—226  | £ 3 000                                    |
| Другий раунд кваліфікації    | 25-26 вересня 2010            | 80     | 276 → 196 | 44: 117—160  | £ 4 500                                    |
| Третій раунд кваліфікації    | 9 жовтня 2010                 | 40     | 196 → 156 | —            | £ 7 500                                    |
| Четвертий раунд кваліфікації | 23-24 жовтня 2010             | 32     | 156 → 124 | 24: 93-116   | £ 12 500                                   |
| Перший раунд                 | 5-7 листопада 2010            | 40     | 124 → 84  | 48: 45-92    | £ 18 000                                   |
| Другий раунд                 | 26 листопада - 14 грудня 2010 | 20     | 84 → 64   | —            | £ 27 000                                   |
| Третій раунд                 | 8-11 січня 2011               | 32     | 64 → 32   | 44: 1-44     | £ 67 500                                   |
| Четвертий раунд              | 29-30 січня 2011              | 16     | 32 → 16   | —            | £ 90 000                                   |
| П'ятий раунд                 | 19 лютого - 2 березня 2011    | 8      | 16 → 8    | —            | £ 180 000                                  |
| Шостий раунд                 | 12-13 березня 2011            | 4      | 8 → 4     | —            | £ 360 000                                  |
| Півфінали                    | 16-17 квітня 2011             | 2      | 4 → 2     | —            | Переможені £ 450 000 Переможці £ 900 000   |
| Фінал                        | 14 травня 2011                | 1      | 2 → 1     | —            | Переможені £ 900 000 Переможці £ 1 800 000 |

## Кваліфікаційні раунди
Усі клуби, що беруть участь у змаганнях, але не грають Прем'єр-лізі або в Чемпіоншипі повинні пройти кваліфікаційні раунди.

## Перший раунд
На цій стадії турніру починають грати клуби з Першої та Другої ліг.
| Дата                      | Господарі                    | Рахунок         | Гості                        | Глядачі |
| ------------------------- | ---------------------------- | --------------- | ---------------------------- | ------- |
| 5 листопада               | Рочдейл (3)                  | 2:3             | Юнайтед оф Манчестер (7)     | 7 048   |
| 6 листопада               | Герроу Боро (7)              | 0:2             | Честерфілд (4)               | 2 500   |
| 6 листопада               | Корбі Таун (6)               | 1:1             | Лутон Таун (5)               | 2 000   |
| 17 листопада Перегравання | Лутон Таун (5)               | 4:2             | Корбі Таун (6)               | 3 050   |
| 6 листопада               | Колчестер Юнайтед (3)        | 4:3             | Бредфорд Сіті (4)            | 2 736   |
| 6 листопада               | Ноттс Каунті (3)             | 2:0             | Ґейтсгед (5)                 | 3 235   |
| 6 листопада               | Стівенідж (4)                | 0:0             | Мілтон Кінз Донз (3)         | 2 956   |
| 16 листопада Перегравання | Мілтон Кінз Донз (5)         | 1:1 дч пен. 6:7 | Стівенідж (4)                | 3 977   |
| 6 листопада               | Ротергем Юнайтед (4)         | 0:0             | Йорк Сіті (5)                | 3 227   |
| 17 листопада Перегравання | Йорк Сіті (5)                | 3:0             | Ротергем Юнайтед (4)         | 2 644   |
| 6 листопада               | Гавант енд Вотерлувілл (6)   | 0:2             | Дройслден (6)                | 1 102   |
| 6 листопада               | Бері (4)                     | 2:0             | Ексетер Сіті (3)             | 2 359   |
| 6 листопада               | Челтенгем Таун (4)           | 1:0             | Моркам (4)                   | 2 066   |
| 6 листопада               | Хейз енд Їдінг Юнайтед (5)   | 1:2             | Вікем Вондерерз (4)          | 1 426   |
| 6 листопада               | Деґенем енд Ребридж (3)      | 1:1             | Лейтон Орієнт (3)            | 3 378   |
| 16 листопада Перегравання | Лейтон Орієнт (3)            | 3:2             | Деґенем енд Ребридж (3)      | 2 901   |
| 6 листопада               | Вімблдон (5)                 | 0:0             | Еббсфліт Юнайтед (6)         | 3 219   |
| 18 листопада Перегравання | Еббсфліт Юнайтед (3)         | 2:3 дч          | Вімблдон (5)                 | 2 306   |
| 6 листопада               | Лінкольн Сіті (4)            | 1:0             | Нанітон Таун (6)             | 3 084   |
| 6 листопада               | Менсфілд Таун (5)            | 0:1             | Торкі Юнайтед (4)            | 2 179   |
| 6 листопада               | Герефорд Юнайтед (4)         | 5:1             | Хіт Таун (9)                 | 2 217   |
| 6 листопада               | Борнмут (3)                  | 5:3             | Транмер Роверз (3)           | 3 951   |
| 6 листопада               | Челмсфорд Сіті (6)           | 3:2             | Гендон (7)                   | 1 685   |
| 6 листопада               | Свіндон Сапермерайн (7)      | 2:1             | Іствуд Таун (6)              | 2 603   |
| 6 листопада               | Рашден енд Даймондс (5)      | 0:1             | Йовіл Таун (3)               | 1 665   |
| 6 листопада               | Саутгемптон (3)              | 2:0             | Шрусбері Таун (4)            | 10 410  |
| 6 листопада               | Джиллінгем (4)               | 0:2             | Дувр Атлетік (6)             | 7 475   |
| 6 листопада               | Темворт (5)                  | 2:1             | Кру Александра (4)           | 1 776   |
| 6 листопада               | Дарлінгтон (5)               | 2:1             | Бристоль Роверз (3)          | 1 602   |
| 6 листопада               | Ґайзлі (6)                   | 0:5             | Кроулі Таун (5)              | 1 609   |
| 6 листопада               | Брайтон енд Гоув Альбіон (3) | 0:0             | Вокінг (6)                   | 5 868   |
| 16 листопада Перегравання | Вокінг (6)                   | 2:2 дч пен. 0:3 | Брайтон енд Гоув Альбіон (3) | 4 193   |
| 6 листопада               | Маклсфілд Таун (4)           | 2:2             | Саутенд Юнайтед (4)          | 1 582   |
| 16 листопада Перегравання | Саутенд Юнайтед (4)          | 2:2 дч пен. 3:5 | Маклсфілд Таун (4)           | 2 194   |
| 6 листопада               | Карлайл Юнайтед (3)          | 6:0             | Тіптон Таун (9)              | 4 241   |
| 6 листопада               | Дартфорд (6)                 | 1:1             | Порт Вейл (4)                | 3 679   |
| 16 листопада Перегравання | Порт Вейл (4)                | 4:0             | Дартфорд (6)                 | 3 590   |
| 6 листопада               | Форест Грін Роверс (5)       | 0:3             | Нортемптон Таун (4)          | 1 479   |
| 6 листопада               | Флітвуд Таун (5)             | 1:1             | Волсолл (3)                  | 2 319   |
| 16 листопада Перегравання | Волсолл (3)                  | 2:0             | Флітвуд Таун (5)             | 2 056   |
| 6 листопада               | Барнет (4)                   | 0:0             | Чарльтон Атлетик (3)         | 2 684   |
| 16 листопада Перегравання | Чарльтон Атлетик (3)         | 1:0             | Барнет (4)                   | 4 803   |
| 6 листопада               | Плімут Аргайл (3)            | 0:4             | Свіндон Таун (3)             | 5 226   |
| 6 листопада               | Аккрінгтон Стенлі (4)        | 3:2             | Олдем Атлетік (3)            | 2 275   |
| 6 листопада               | Гартліпул Юнайтед (4)        | 0:0             | Воксголл Моторс (6)          | 2 831   |
| 16 листопада Перегравання | Воксголл Моторс (6)          | 0:1             | Гартліпул Юнайтед (4)        | 2 406   |
| 6 листопада               | Стокпорт Каунті (4)          | 1:1             | Пітерборо Юнайтед (3)        | 2 001   |
| 16 листопада Перегравання | Пітерборо Юнайтед (3)        | 4:1             | Стокпорт Каунті (4)          | 2 312   |
| 6 листопада               | Брентфорд (3)                | 1:1             | Олдершот Таун (4)            | 4 090   |
| 16 листопада Перегравання | Олдершот Таун (4)            | 1:0             | Брентфорд (3)                | 3 627   |
| 6 листопада               | Кембридж Юнайтед (5)         | 0:0             | Гаддерсфілд Таун (3)         | 3 127   |
| 16 листопада Перегравання | Гаддерсфілд Таун (3)         | 2:1             | Кембридж Юнайтед (5)         | 3 766   |
| 7 листопада               | Саутпорт (5)                 | 2:5             | Шеффілд Венсдей (3)          | 4 490   |
| 7 листопада               | Бертон Альбіон (4)           | 1:0             | Оксфорд Юнайтед (4)          | 2 483   |

## Другий раунд
До другого раунду увійшли переможці першого раунду.
| Дата                  | Господарі                    | Рахунок | Гості                        | Глядачі |
| --------------------- | ---------------------------- | ------- | ---------------------------- | ------- |
| 26 листопада          | Кроулі Таун (5)              | 1:1     | Свіндон Таун (3)             | 3 895   |
| 7 грудня Перегравання | Свіндон Таун (3)             | 2:3 дч  | Кроулі Таун (5)              | 2 955   |
| 26 листопада          | Порт Вейл (4)                | 1:0     | Аккрінгтон Стенлі (4)        | 4 016   |
| 27 листопада          | Вімблдон (5)                 | 0:2     | Стівенідж (4)                | 3 633   |
| 27 листопада          | Шеффілд Венсдей (3)          | 3:2     | Нортемптон Таун (4)          | 8 932   |
| 27 листопада          | Бертон Альбіон (4)           | 3:1     | Честерфілд (4)               | 3 881   |
| 27 листопада          | Гаддерсфілд Таун (3)         | 6:0     | Маклсфілд Таун (4)           | 4 924   |
| 27 листопада          | Бері (4)                     | 1:2     | Пітерборо Юнайтед (3)        | 2 514   |
| 27 листопада          | Брайтон енд Гоув Альбіон (3) | 1:1     | Юнайтед оф Манчестер (7)     | 5 362   |
| 8 грудня Перегравання | Юнайтед оф Манчестер (7)     | 0:4     | Брайтон енд Гоув Альбіон (3) | 6 900   |
| 27 листопада          | Саутгемптон (3)              | 3:0     | Челтенгем Таун (4)           | 9 276   |
| 27 листопада          | Торкі Юнайтед (4)            | 1:0     | Волсолл (3)                  | 2 334   |
| 27 листопада          | Чарльтон Атлетік (3)         | 2:2     | Лутон Таун (5)               | 8 682   |
| 9 грудня Перегравання | Лутон Таун (5)               | 1:3     | Чарльтон Атлетік (3)         | 5 914   |
| 27 листопада          | Геерфорд Бнайтед (4)         | 2:2     | Лінкольн Сіті (4)            | 1 803   |
| 8 січня Перегравання  | Лінкольн Сіті (4)            | 3:4     | Герефорд Юнайтед (4)         | 1 794   |
| 27 листопада          | Колчестер Юнайтед (3)        | 1:0     | Свіндон Сапермерайн (7)      | 3 047   |
| 27 листопада          | Вікем Вондерерз (4)          | 3:1     | Челмсфорд Сіті (6)           | 3 205   |
| 27 листопада          | Карлайл Юнайтед (3)          | 3:2     | Темворт (5)                  | 3 599   |
| 27 листопада          | Дарлінгтон (5)               | 0:2     | Йорк Сіті (5)                | 2 500   |
| 27 листопада          | Дувр Атлетік (6)             | 2:0     | Олдершот Таун (4)            | 4 123   |
| 29 листопада          | Дройслден (6)                | 1:1     | Лейтон Орієнт (3)            | 1 762   |
| 7 грудня Перегравання | Лейтон Орієнт (3)            | 8:2 дч  | Дройслден (6)                | 1 345   |
| 14 грудня             | Гартліпул Юнайтед (4)        | 4:2     | Йовіл Таун (3)               | 1 914   |
| 14 грудня             | Нотс Каунті (3)              | 3:1     | Борнмут (3)                  | 2 881   |

## Третій раунд
Переможці другого раунду зіграли з усіма командами з Прем'єр-ліги та Чемпіоншипу.
| Дата                  | Господарі                    | Рахунок | Гості                    | Глядачі |
| --------------------- | ---------------------------- | ------- | ------------------------ | ------- |
| 8 січня               | Арсенал                      | 1:1     | Лідс Юнайтед (2)         | 59 920  |
| 19 січня Перегравання | Лідс Юнайтед (2)             | 1:3     | Арсенал                  | 38 232  |
| 8 січня               | Мілволл (2)                  | 1:4     | Бірмінгем Сіті           | 9 841   |
| 8 січня               | Ковентрі Сіті (2)            | 2:1     | Крістал Пелес (2)        | 3 881   |
| 8 січня               | Бернлі (2)                   | 4:2     | Порт Вейл (4)            | 9 442   |
| 8 січня               | Бристоль Сіті (2)            | 0:3     | Шеффілд Венсдей (3)      | 11 378  |
| 8 січня               | Фулхем                       | 6:2     | Пітерборо Юнайтед (3)    | 15 936  |
| 8 січня               | Донкастер Роверз (2)         | 2:2     | Вулвергемптон Вондерерз  | 8 616   |
| 18 січня Перегравання | Вулвергемптон Вондерерз      | 5:0     | Донкастер Роверз (2)     | 10 031  |
| 8 січня               | Гаддерсфілд Таун (3)         | 2:0     | Дувр Атлетік (6)         | 7 894   |
| 8 січня               | Вест Хем Юнайтед             | 2:0     | Барнслі (2)              | 32 159  |
| 8 січня               | Редінг (2)                   | 1:0     | Вест Бромвіч Альбіон     | 13 005  |
| 8 січня               | Шеффілд Юнайтед (2)          | 1:3     | Астон Вілла              | 16 888  |
| 8 січня               | Болтон                       | 2:0     | Йорк Сіті (5)            | 13 120  |
| 8 січня               | Блекберн Роверз              | 1:0     | Квінз Парк Рейнджерс (2) | 10 284  |
| 8 січня               | Свонсі Сіті (2)              | 4:0     | Колчестер Юнайтед (3)    | 7 005   |
| 8 січня               | Бертон Альбіон (4)           | 2:1     | Мідлсбро (4)             | 5 236   |
| 8 січня               | Саутгемптон (3)              | 2:0     | Блекпул                  | 21 464  |
| 8 січня               | Сканторп Юнайтед (2)         | 1:5     | Евертон                  | 7 028   |
| 8 січня               | Халл Сіті (2)                | 2:3     | Віган Атлетік            | 10 433  |
| 8 січня               | Сток Сіті                    | 1:1     | Кардіфф Сіті (2)         | 18 629  |
| 18 січня Перегравання | Кардіфф Сіті (2)             | 0:2 дч  | Сток Сіті                | 13 671  |
| 8 січня               | Престон Норт-Енд (2)         | 1:2     | Ноттінгем Форест (2)     | 9 636   |
| 8 січня               | Торкі Юнайтед (4)            | 1:0     | Карлайл Юнайтед (3)      | 3 005   |
| 8 січня               | Брайтон енд Гоув Альбіон (3) | 3:1     | Портсмут (2)             | 7 792   |
| 8 січня               | Вотфорд (2)                  | 4:1     | Гартліпул Юнайтед (4)    | 8 950   |
| 8 січня               | Сандерленд                   | 1:2     | Нотс Каунті (3)          | 17 582  |
| 8 січня               | Норвіч Сіті                  | 0:1     | Лейтон Орієнт (3)        | 18 087  |
| 8 січня               | Стівенідж (4)                | 3:1     | Ньюкасл Юнайтед (2)      | 6 644   |
| 9 січня               | Манчестер Юнайтед            | 1:0     | Ліверпуль                | 74 727  |
| 9 січня               | Тоттенхем Хотспур            | 3:0     | Чарльтон Атлетік (3)     | 35 698  |
| 9 січня               | Челсі                        | 7:0     | Іпсвіч Таун (3)          | 41 654  |
| 9 січня               | Лестер Сіті (2)              | 2:2     | Манчестер Сіті           | 31 200  |
| 18 січня Перегравання | Манчестер Сіті               | 4:2     | Лестер Сіті (2)          | 27 755  |
| 10 січня              | Кроулі Таун (5)              | 2:1     | Дербі Каунті (2)         | 4 145   |
| 11 січня              | Вікем Вондерерз (4)          | 0:1     | Герефорд Юнайтед (4)     | 2 353   |

## Четвертий раунд
У цьому раунді зіграли переможці попереднього етапу.
| Дата                   | Господарі               | Рахунок         | Гості                        | Глядачі |
| ---------------------- | ----------------------- | --------------- | ---------------------------- | ------- |
| 29 січня               | Евертон                 | 1:1             | Челсі                        | 28 376  |
| 19 лютого Перегравання | Челсі                   | 1:1 дч пен. 3:4 | Евертон                      | 41 113  |
| 29 січня               | Свонсі Сіті (2)         | 1:2             | Лейтон Орієнт (3)            | 6 281   |
| 29 січня               | Астон Вілла             | 3:1             | Блекберн Роверз              | 26 067  |
| 29 січня               | Вотфорд (2)             | 0:1             | Брайтон енд Гоув Альбіон (3) | 14 519  |
| 29 січня               | Болтон                  | 0:0             | Віган Атлетік                | 14 950  |
| 16 лютого Перегравання | Віган Атлетік           | 0:1             | Болтон                       | 7 515   |
| 29 січня               | Бернлі (2)              | 3:1             | Бертон Альбіон (4)           | 11 664  |
| 29 січня               | Бірмінгем Сіті          | 3:2             | Ковентрі Сіті (2)            | 16 669  |
| 29 січня               | Стівенідж (4)           | 1:2             | Редінг (2)                   | 6 614   |
| 29 січня               | Шеффілд Венсдей (3)     | 4:1             | Герефорд Юнайтед (4)         | 16 578  |
| 29 січня               | Торкі Юнайтед (4)       | 0:1             | Кроулі Таун (5)              | 5 065   |
| 29 січня               | Саутгемптон (3)         | 1:2             | Манчестер Юнайтед            | 28 792  |
| 30 січня               | Арсенал                 | 2:1             | Гаддерсфілд Таун (3)         | 59 375  |
| 30 січня               | Вулвергемптон Вондерерз | 0:1             | Сток Сіті                    | 11 967  |
| 30 січня               | Нотс Каунті (3)         | 1:1             | Манчестер Сіті               | 16 587  |
| 20 лютого Перегравання | Манчестер Сіті          | 5:0             | Нотс Каунті (3)              | 27 276  |
| 30 січня               | Вест Хем Юнайтед        | 3:2             | Ноттінгем Форест (2)         | 29 287  |
| 30 січня               | Фулхем                  | 4:0             | Тоттенхем Хотспур            | 21 829  |

## П'ятий раунд
На цьому етапі зіграли переможці попереднього раунду.
| Дата                   | Господарі         | Рахунок | Гості                        | Глядачі |
| ---------------------- | ----------------- | ------- | ---------------------------- | ------- |
| 19 лютого              | Сток Сіті         | 3:0     | Брайтон енд Гоув Альбіон (3) | 21 312  |
| 19 лютого              | Бірмінгем Сіті    | 3:0     | Шеффілд Венсдей (3)          | 14 607  |
| 19 лютого              | Манчестер Юнайтед | 1:0     | Кроулі Таун (5)              | 74 778  |
| 20 лютого              | Фулхем            | 0:1     | Болтон                       | 19 571  |
| 20 лютого              | Лейтон Орієнт (3) | 1:1     | Арсенал                      | 9 136   |
| 2 березня Перегравання | Арсенал           | 5:0     | Лейтон Орієнт (3)            | 59 361  |
| 21 лютого              | Вест Хем Юнайтед  | 5:1     | Бернлі (2)                   | 24 488  |
| 1 березня              | Евертон           | 0:1     | Редінг (2)                   | 29 976  |
| 2 березня              | Манчестер Сіті    | 3:0     | Астон Вілла                  | 25 570  |

## Шостий раунд
На цьому етапі зіграли переможці попереднього раунду.
| Дата       | Господарі         | Рахунок | Гості            | Глядачі |
| ---------- | ----------------- | ------- | ---------------- | ------- |
| 12 березня | Бірмінгем Сіті    | 2:3     | Болтон           | 23 699  |
| 12 березня | Манчестер Юнайтед | 2:0     | Арсенал          | 74 693  |
| 13 березня | Сток Сіті         | 2:1     | Вест Хем Юнайтед | 24 550  |
| 13 березня | Манчестер Сіті    | 1:0     | Редінг (2)       | 41 150  |

## Півфінали
У півфіналах зіграли команди, що перемогли на попередньому етапі.
| Дата      | Господарі      | Рахунок | Гості             | Глядачі |
| --------- | -------------- | ------- | ----------------- | ------- |
| 16 квітня | Манчестер Сіті | 1:0     | Манчестер Юнайтед | 86 549  |
| 17 квітня | Болтон         | 0:5     | Сток Сіті         | 75 064  |

## Фінал
| 14 травня 2011 17:00 (BST) |

| Манчестер Сіті | 1:0      | Сток Сіті |
| -------------- | -------- | --------- |
| Яя Туре 75'    | Протокол |           |

| Вемблі, Лондон Глядачів: 88 643 Арбітр: Мартін Аткінсон |